# Torneo Clausura 2023 (Perú)
El Torneo Clausura 2023 fue el último de los dos torneos cortos que conformaron la Liga 1 2023.

## Formato
El Torneo Clausura se jugó con un sistema de todos contra todos durante 19 jornadas. El equipo que terminó en el primer lugar fue proclamado como el «Ganador del Torneo Clausura».

## Equipos participantes

### Ascensos y descensos
Un total de 19 equipos disputan la Liga 1 este año: Son los primeros 16 lugares de la temporada 2022, Cusco FC, que después de una temporada de ausencia retorna como campeón de la Liga 2, el ganador de la revalidación, Unión Comercio, que retorna luego de 3 años, y el campeón de la Copa Perú, Deportivo Garcilaso, que debuta en la Primera División del Perú por primera vez en la historia.
| Pos. | Descendidos a Liga 2 2023 |
| ---- | ------------------------- |
| Rev. | Ayacucho FC               |
| 18.º | Universidad San Martin    |
| 19.º | Carlos Stein              |

| Pos.   | Ascendidos de Liga 2 2022 y Copa Perú 2022 |
| ------ | ------------------------------------------ |
| 1.º L2 | 'Cusco FC'                                 |
| 1.º CP | 'Deportivo Garcilaso'                      |
| Rev.   | 'Unión Comercio'                           |

### Información de los equipos
| Equipo                    | Ciudad    | Entrenador             | Estadio                      | Aforo  | Estadio alternativo                                                   | Proveedor    | Patrocinador principal (en la equipación) | Otros patrocinadores (en la equipación)                                                       |
| ------------------------- | --------- | ---------------------- | ---------------------------- | ------ | --------------------------------------------------------------------- | ------------ | ----------------------------------------- | --------------------------------------------------------------------------------------------- |
| Academia Cantolao         | Callao    | Adrián Taffarel        | Segundo Aranda Torres        | 17 000 | 2 Alternativas Nacional Iván Elías Moreno                             | Lomas        | Dafabet                                   | 2 patrocinadores Sporade Loma's                                                               |
| ADT                       | Tarma     | Franco Navarro         | Unión Tarma                  | 9 100  | 2 Alternativas Jauja Huancayo                                         | New Athletic | Caja Huancayo 20Bet                       |                                                                                               |
| Alianza Atlético          | Sullana   | Carlos Compagnucci     | Campeones del 36             | 12 000 | 3 Alternativas Melanio Coloma Miguel Grau Bernal                      | Walon        | CoolBet Caja Sullana                      | 2 patrocinadores Sporade NobaVision                                                           |
| Alianza Lima              | Lima      | Mauricio Larriera      | Alejandro Villanueva         | 33 938 | 1 Alternativa Nacional                                                | Nike         | Apuesta Total                             | 5 patrocinadores Cerveza Cristal Glory DFSK Conservas Arica Apronax Deo Pies                  |
| Atlético Grau             | Piura     | Daniel Ahmed           | Municipal de Bernal          | 7 000  | 4 Alternativas Olmos Miguel Grau Campeones del 36 Melanio Coloma      | Walon        | DoradoBet Caja Piura                      | Sporade                                                                                       |
| Carlos A. Mannucci        | Trujillo  | Mario Viera            | Mansiche                     | 25 000 | 2 Alternativas Casa Grande Carlos Olivares                            | New Athletic | UPAO DoradoBet                            | 7 patrocinadores Mannucci Diesel Sporade Línea Aguafiel Clínica San Pablo Cinética HS Lab     |
| Cienciano                 | Cusco     | Gerardo Ameli          | Inca Garcilaso de la Vega    | 45 000 | 3 Alternativas Urcos Thomas E. Payne Espinar                          | New Athletic | Caja Huancayo DoradoBet                   | 4 patrocinadores RoboForex Tecnofast Sporade Bio Tree Life                                    |
| Cusco FC                  | Cusco     | Pablo Peirano          | Inca Garcilaso de la Vega    | 45 000 | 4 Alternativas Túpac Amaru Complejo Deportivo Thomas E. Payne Espinar | Lotto        | Caja Cusco DoradoBet                      | 5 patrocinadores Walking Ultra Supermayorista SSN Telecomuncaciones Medical Network Smart Fit |
| Deportivo Binacional      | Juliaca   | Juan Manuel Azconzábal | Guillermo Briceño Rosamedina | 18 000 | 3 Alternativas Monumental UNA Enrique Torres Belón Rodolfo Ramos      | New Athletic | DoradoBet                                 |                                                                                               |
| Deportivo Garcilaso       | Cusco     | Jorge Célico           | Inca Garcilaso de la Vega    | 45 000 | 3 Alternativas Urcos Thomas E. Payne Espinar                          | Ander Sport  | Caja Cusco Salkantay Trekking             | 2 patrocinadores 20Bet Ander                                                                  |
| Deportivo Municipal       | Lima      | Rafael Castillo        | Iván Elías Moreno            | 13 000 | 2 Alternativas Nacional Segundo Aranda Torres                         | Walon        | 1xBet                                     | Edificaciones Inmobiliarias                                                                   |
| FBC Melgar                | Arequipa  | Mariano Soso           | Monumental de la UNSA        | 60 000 | 1 Alternativa Melgar                                                  | Walon        | Betano                                    | Sporade                                                                                       |
| Sport Boys                | Callao    | Fernando Gamboa        | Miguel Grau                  | 17 000 | 2 Alternativas Alberto Gallardo Estadio Monumental                    | Astro        | Marcadores 247                            | DoradoBet                                                                                     |
| Sport Huancayo            | Huancayo  | Wilmar Valencia        | Huancayo                     | 20 000 | 2 Alternativas Jauja Unión Tarma                                      | Lotto        | Caja Huancayo                             |                                                                                               |
| Sporting Cristal          | Lima      | Tiago Nunes            | Alberto Gallardo             | 11 500 | 1 Alternativa Nacional                                                | Adidas       | Cerveza Cristal Caja Piura                | 4 patrocinadores MG Motor WOW DoradoBet Gatorade                                              |
| Unión Comercio            | Tarapoto  | Daniel Farias          | Carlos Vidaurre García       | 7 000  | 3 Alternativas IPD de Moyobamba IPD Nueva Cajamarca Inca Pachacútec   | Convert      | CoolBet Olva Courier                      | Corporación Chávez                                                                            |
| Universidad César Vallejo | Trujillo  | Sebastián Abreu        | Mansiche                     | 25 000 | 2 Alternativas Carlos Olivares Casa Grande                            | Astro        | Universidad César Vallejo Caja Trujillo   | 3 patrocinadores Apuesta Total Sporade Promant                                                |
| UTC                       | Cajamarca | Francisco Pizarro      | Héroes de San Ramón          | 18 000 | 3 Alternativas Cristo el Señor Ramón Castilla El Frutillo             | Lotto        | Colegio Nivel A                           | Gatorade                                                                                      |
| Universitario             | Lima      | Jorge Fossati          | Monumental                   | 80 000 | 1 Alternativa Nacional                                                | Marathon     | Apuesta Total                             | 3 patrocinadores Cool Cerveza Cristal Jetour                                                  |

### Localización
Perú está dividido en 25 departamentos, de los que 10 están representados en el campeonato con por lo menos un equipo. El departamento de Lima cuenta con la mayor cantidad de representantes (4 equipos), seguido del departamento de Cusco (3 equipos).
| Lima        | 4 | Alianza Lima, Deportivo Municipal, Sporting Cristal y Universitario | Alianza Lima · Deportivo Municipal · Sporting Cristal · Universitario ADT Alianza Atlético Atlético Grau Binacional Carlos A. Mannucci · U. César Vallejo Cienciano · Cusco FC · Dep. Garcilaso FBC Melgar Sport Huancayo Unión Comercio UTC Cantolao Sport · Boys Localización de los equipos de la Primera División 2023 |
| Cusco       | 3 | Cienciano, Cusco FC y Deportivo Garcilaso                           | Alianza Lima · Deportivo Municipal · Sporting Cristal · Universitario ADT Alianza Atlético Atlético Grau Binacional Carlos A. Mannucci · U. César Vallejo Cienciano · Cusco FC · Dep. Garcilaso FBC Melgar Sport Huancayo Unión Comercio UTC Cantolao Sport · Boys Localización de los equipos de la Primera División 2023 |
| Callao      | 2 | Academia Cantolao y Sport Boys                                      | Alianza Lima · Deportivo Municipal · Sporting Cristal · Universitario ADT Alianza Atlético Atlético Grau Binacional Carlos A. Mannucci · U. César Vallejo Cienciano · Cusco FC · Dep. Garcilaso FBC Melgar Sport Huancayo Unión Comercio UTC Cantolao Sport · Boys Localización de los equipos de la Primera División 2023 |
| Junín       | 2 | ADT y Sport Huancayo                                                | Alianza Lima · Deportivo Municipal · Sporting Cristal · Universitario ADT Alianza Atlético Atlético Grau Binacional Carlos A. Mannucci · U. César Vallejo Cienciano · Cusco FC · Dep. Garcilaso FBC Melgar Sport Huancayo Unión Comercio UTC Cantolao Sport · Boys Localización de los equipos de la Primera División 2023 |
| La Libertad | 2 | Carlos A. Mannucci y Universidad César Vallejo                      | Alianza Lima · Deportivo Municipal · Sporting Cristal · Universitario ADT Alianza Atlético Atlético Grau Binacional Carlos A. Mannucci · U. César Vallejo Cienciano · Cusco FC · Dep. Garcilaso FBC Melgar Sport Huancayo Unión Comercio UTC Cantolao Sport · Boys Localización de los equipos de la Primera División 2023 |
| Piura       | 2 | Alianza Atlético y Atlético Grau                                    | Alianza Lima · Deportivo Municipal · Sporting Cristal · Universitario ADT Alianza Atlético Atlético Grau Binacional Carlos A. Mannucci · U. César Vallejo Cienciano · Cusco FC · Dep. Garcilaso FBC Melgar Sport Huancayo Unión Comercio UTC Cantolao Sport · Boys Localización de los equipos de la Primera División 2023 |
| Arequipa    | 1 | FBC Melgar                                                          | Alianza Lima · Deportivo Municipal · Sporting Cristal · Universitario ADT Alianza Atlético Atlético Grau Binacional Carlos A. Mannucci · U. César Vallejo Cienciano · Cusco FC · Dep. Garcilaso FBC Melgar Sport Huancayo Unión Comercio UTC Cantolao Sport · Boys Localización de los equipos de la Primera División 2023 |
| Cajamarca   | 1 | UTC                                                                 | Alianza Lima · Deportivo Municipal · Sporting Cristal · Universitario ADT Alianza Atlético Atlético Grau Binacional Carlos A. Mannucci · U. César Vallejo Cienciano · Cusco FC · Dep. Garcilaso FBC Melgar Sport Huancayo Unión Comercio UTC Cantolao Sport · Boys Localización de los equipos de la Primera División 2023 |
| Puno        | 1 | Deportivo Binacional                                                | Alianza Lima · Deportivo Municipal · Sporting Cristal · Universitario ADT Alianza Atlético Atlético Grau Binacional Carlos A. Mannucci · U. César Vallejo Cienciano · Cusco FC · Dep. Garcilaso FBC Melgar Sport Huancayo Unión Comercio UTC Cantolao Sport · Boys Localización de los equipos de la Primera División 2023 |
| San Martín  | 1 | Unión Comercio                                                      | Alianza Lima · Deportivo Municipal · Sporting Cristal · Universitario ADT Alianza Atlético Atlético Grau Binacional Carlos A. Mannucci · U. César Vallejo Cienciano · Cusco FC · Dep. Garcilaso FBC Melgar Sport Huancayo Unión Comercio UTC Cantolao Sport · Boys Localización de los equipos de la Primera División 2023 |

### Jugadores extranjeros
Se permiten 5 futbolistas considerados extranjeros, presentes la totalidad en campo.
| Equipo                    | Jugador 1           | Jugador 2            | Jugador 3           | Jugador 4           | Jugador 5          |
| ------------------------- | ------------------- | -------------------- | ------------------- | ------------------- | ------------------ |
| Academia Cantolao         | Christian Limousin  | Gabriel Leyes        | Hebert Vergara      | Facundo Moreira     | Michel Acosta      |
| Alianza Atlético          | Roger Torres        | Adrián Fernández     | Diego Melián        | Ángelo Pizzorno     | Santiago Arias     |
| Alianza Lima              | Hernán Barcos       | Gino Peruzzi         | Santiago García     | Andrés Andrade      | Pablo Sabbag       |
| ADT                       | Kevin Serna         | Víctor Perlaza       | José Luis Cazares   | Ignacio Barrios     | Gonzalo Rizzo      |
| Atlético Grau             | Daniel Franco       | Fernando Márquez     | Rodrigo Salinas     | Neri Bandiera       | Joel López Pissano |
| Binacional                | Yonatan Murillo     | Stiwar Mena          | Brayan Fernández    | Gustavo Villamayor  | Jacobo Kouffati    |
| Carlos A. Mannucci        | Matías Cortave      | Federico González    | Léiner Escalante    | Gustavo Viera       | Maxi Amondarain    |
| Cienciano                 | Juan Romagnoli      | Carlos Garces        | José Leguizamón     | Gianlucca Fatecha   | Gonzalo González   |
| Cusco FC                  | Abdiel Ayarza       | José Fajardo         | Felipe Rodríguez    | Mauro Da Luz        | Federico Alonso    |
| Deportivo Garcilaso       | Santiago Giordana   | Alex Rambal          | Danny Cabezas       | Jonathan Betancourt | Joao Rojas         |
| Deportivo Municipal       | Matías Pérez        | Fernando Evangelista | Sebastián Jaurena   | Orlando Gaona Lugo  | Matías Pérez       |
| FBC Melgar                | Horacio Orzán       | Leonel Galeano       | Cristian Bordacahar | Tomás Martínez      | Pablo Magnín       |
| Sport Boys                | Federico Milo       | Oliver Benítez       | Walberto Caicedo    | Edinson Mero        | Álvaro Villete     |
| Sport Huancayo            | Jimmy Valoyes       | Carlos Ross          | Carlos Escobar      | Rodrigo Colombo     |                    |
| Sporting Cristal          | Brenner Marlos      | Ignácio da Silva     | Washington Corozo   | Leandro Sosa        | Nicolás Pasquini   |
| Unión Comercio            | Oscar Barreto       | Jesús Arrieta        | Nicolás Palacios    | Marlon de Jesús     |                    |
| Universidad César Vallejo | Alejandro Donatti   | Yorley Mena          | Jairo Vélez         | Ángel Rodríguez     | Facundo Rodríguez  |
| UTC                       | Juan Cruz Randazzo  | Gaspar Gentile       | Oscar Belinetz      | Matías Abisab       | Facundo Peraza     |
| Universitario             | Martín Pérez Guedes | Matías Di Benedetto  | William Riveros     | Emanuel Herrera     | Rodrigo Ureña      |

|  | Habitualmente convocado por la selección de su país |

## Clasificación

### Tabla de posiciones
| Pos. | Equipo                    | Pts. | PJ | G  | E  | P  | GF | GC | Dif. | Clasificación           |
| ---- | ------------------------- | ---- | -- | -- | -- | -- | -- | -- | ---- | ----------------------- |
| 1    | Universitario (G)         | 39   | 18 | 11 | 6  | 1  | 28 | 8  | +20  | Avanza a los Play-offs. |
| 2    | FBC Melgar                | 38   | 18 | 11 | 5  | 2  | 31 | 13 | +18  |                         |
| 3    | Alianza Lima              | 37   | 18 | 10 | 7  | 1  | 18 | 6  | +12  |                         |
| 4    | Sporting Cristal          | 36   | 18 | 10 | 6  | 2  | 31 | 13 | +18  |                         |
| 5    | ADT                       | 34   | 18 | 9  | 7  | 2  | 21 | 13 | +8   |                         |
| 6    | Sport Huancayo            | 29   | 18 | 8  | 5  | 5  | 22 | 14 | +8   |                         |
| 7    | Deportivo Garcilaso       | 27   | 18 | 7  | 6  | 5  | 24 | 20 | +4   |                         |
| 8    | Universidad César Vallejo | 24   | 18 | 7  | 3  | 8  | 25 | 19 | +6   |                         |
| 9    | Cienciano                 | 24   | 18 | 6  | 6  | 6  | 21 | 20 | +1   |                         |
| 10   | Sport Boys                | 23   | 18 | 6  | 5  | 7  | 15 | 23 | −8   |                         |
| 11   | Carlos A. Mannucci        | 20   | 18 | 5  | 5  | 8  | 16 | 22 | −6   |                         |
| 12   | UTC                       | 19   | 18 | 3  | 10 | 5  | 21 | 23 | −2   |                         |
| 13   | Cusco FC                  | 18   | 18 | 4  | 6  | 8  | 18 | 23 | −5   |                         |
| 14   | Atlético Grau             | 18   | 18 | 4  | 6  | 8  | 17 | 27 | −10  |                         |
| 15   | Deportivo Binacional      | 17   | 18 | 5  | 2  | 11 | 25 | 34 | −9   |                         |
| 16   | Unión Comercio            | 17   | 18 | 4  | 5  | 9  | 18 | 32 | −14  |                         |
| 17   | Academia Cantolao         | 17   | 18 | 5  | 2  | 11 | 12 | 26 | −14  |                         |
| 18   | Alianza Atlético          | 16   | 18 | 4  | 4  | 10 | 14 | 25 | −11  |                         |
| 19   | Deportivo Municipal       | 12   | 18 | 4  | 0  | 14 | 17 | 33 | −16  |                         |

 Fuente: FPF
|                       |
| Ganador Universitario |

### Evolución de clasificación
| Equipo / Fecha            | 1  | 2  | 3  | 4  | 5  | 6  | 7  | 8  | 9  | 10 | 11 | 12 | 13 | 14 | 15 | 16 | 17 | 18 | 19 |
| ------------------------- | -- | -- | -- | -- | -- | -- | -- | -- | -- | -- | -- | -- | -- | -- | -- | -- | -- | -- | -- |
| Universitario             | 10 | 5  | 3  | 2  | 2  | 3  | 1  | 1  | 2  | 2  | 2  | 2  | 2  | 2  | 3  | 2  | 1  | 1  | 1  |
| FBC Melgar                | 1  | 3  | 1  | 1  | 1  | 2  | 3  | 3  | 3  | 3  | 4  | 4  | 4  | 3  | 1  | 1  | 2  | 2  | 2  |
| Alianza Lima              | 3  | 2  | 6  | 7  | 8  | 9  | 5  | 5  | 5  | 5  | 3  | 3  | 3  | 4  | 4  | 4  | 4  | 3  | 3  |
| Sporting Cristal          | 5  | 1  | 4  | 3  | 3  | 1  | 2  | 2  | 1  | 1  | 1  | 1  | 1  | 1  | 2  | 3  | 3  | 4  | 4  |
| ADT                       | 19 | 13 | 12 | 10 | 7  | 4  | 4  | 4  | 4  | 4  | 5  | 7  | 6  | 6  | 5  | 5  | 5  | 5  | 5  |
| Sport Huancayo            | 4  | 6  | 5  | 6  | 10 | 5  | 7  | 6  | 7  | 7  | 7  | 5  | 7  | 7  | 6  | 6  | 6  | 6  | 6  |
| Deportivo Garcilaso       | 8  | 7  | 2  | 5  | 9  | 10 | 6  | 8  | 6  | 6  | 6  | 6  | 5  | 5  | 7  | 7  | 7  | 7  | 7  |
| Universidad César Vallejo | 18 | 19 | 14 | 11 | 6  | 6  | 8  | 10 | 11 | 11 | 14 | 10 | 8  | 8  | 8  | 9  | 9  | 9  | 8  |
| Cienciano                 | 9  | 4  | 9  | 8  | 5  | 8  | 11 | 7  | 8  | 8  | 10 | 12 | 11 | 12 | 9  | 8  | 8  | 8  | 9  |
| Sport Boys                | 7  | 11 | 7  | 4  | 4  | 7  | 10 | 9  | 10 | 9  | 8  | 8  | 9  | 11 | 13 | 13 | 10 | 10 | 10 |
| Carlos A. Mannucci        | 14 | 9  | 8  | 9  | 11 | 12 | 9  | 11 | 9  | 12 | 9  | 9  | 10 | 10 | 12 | 14 | 15 | 12 | 11 |
| UTC                       | 13 | 14 | 15 | 14 | 16 | 14 | 16 | 13 | 15 | 10 | 11 | 11 | 12 | 9  | 10 | 10 | 11 | 11 | 12 |
| Cusco FC                  | 6  | 10 | 11 | 12 | 14 | 11 | 12 | 12 | 13 | 13 | 15 | 13 | 13 | 13 | 14 | 11 | 12 | 13 | 13 |
| Atlético Grau             | 17 | 17 | 19 | 16 | 18 | 16 | 17 | 16 | 18 | 18 | 17 | 18 | 17 | 17 | 15 | 17 | 16 | 14 | 14 |
| Binacional                | 11 | 15 | 17 | 18 | 17 | 18 | 15 | 17 | 14 | 15 | 12 | 14 | 14 | 14 | 11 | 12 | 13 | 15 | 15 |
| Unión Comercio            | 15 | 18 | 18 | 19 | 19 | 19 | 18 | 18 | 16 | 16 | 13 | 15 | 16 | 15 | 17 | 16 | 18 | 17 | 16 |
| Academia Cantolao         | 16 | 12 | 13 | 15 | 12 | 13 | 14 | 15 | 12 | 14 | 16 | 16 | 15 | 16 | 16 | 18 | 17 | 18 | 17 |
| Alianza Atlético          | 12 | 16 | 16 | 17 | 13 | 15 | 13 | 14 | 17 | 17 | 18 | 17 | 18 | 18 | 18 | 15 | 14 | 16 | 18 |
| Deportivo Municipal       | 2  | 8  | 10 | 13 | 15 | 17 | 19 | 19 | 19 | 19 | 19 | 19 | 19 | 19 | 19 | 19 | 19 | 19 | 19 |

     Equipo libre de la fecha.
|  |

## Resultados
- La hora de cada encuentro corresponde al huso horario que rige a Perú (UTC-5).

| Fecha 1            | Fecha 1   | Fecha 1             | Fecha 1                   | Fecha 1     | Fecha 1 | Fecha 1    |
| Local              | Resultado | Visitante           | Estadio                   | Fecha       | Hora    | TV         |
| ------------------ | --------- | ------------------- | ------------------------- | ----------- | ------- | ---------- |
| Cantolao           | 0 – 2     | Sporting Cristal    | Segundo Aranda Torres     | 22 de junio | 15:00   | Liga 1 Max |
| FBC Melgar         | 4 – 0     | ADT                 | Monumental de la UNSA     | 22 de junio | 18:00   | Liga 1     |
| Cienciano          | 1 – 1     | Universitario       | Inca Garcilaso de la Vega | 22 de junio | 19:00   | Liga 1 Max |
| Alianza Lima       | 2 – 0     | Atlético Grau       | Nacional                  | 23 de junio | 20:00   | Liga 1 Max |
| Sport Huancayo     | 2 – 0     | Univ. César Vallejo | Huancayo                  | 24 de junio | 15:30   | Liga 1 Max |
| Carlos A. Mannucci | 0 – 1     | Deportivo Garcilaso | Mansiche                  | 24 de junio | 20:00   | Gol Perú   |
| Alianza Atlético   | 1 – 2     | Sport Boys          | Campeones del 36          | 25 de junio | 13:00   | Liga 1 Max |
| Unión Comercio     | 1 – 3     | Deportivo Municipal | Carlos Vidaurre García    | 25 de junio | 15:30   | Liga 1 Max |
| Cusco FC           | 2 – 1     | UTC                 | Inca Garcilaso de la Vega | 26 de junio | 15:30   | Liga 1 Max |
| Libre: Binacional  |           |                     |                           |             |         |            |

| Fecha 2             | Fecha 2   | Fecha 2           | Fecha 2                   | Fecha 2     | Fecha 2 | Fecha 2    |
| Local               | Resultado | Visitante         | Estadio                   | Fecha       | Hora    | TV         |
| ------------------- | --------- | ----------------- | ------------------------- | ----------- | ------- | ---------- |
| UTC                 | 0 – 0     | Sport Huancayo    | Héroes de San Ramón       | 30 de junio | 15:30   | Liga 1 Max |
| ADT                 | 2 – 0     | Binacional        | Unión Tarma               | 1 de julio  | 15:30   | Liga 1 Max |
| Deportivo Garcilaso | 2 – 2     | FBC Melgar        | Inca Garcilaso de la Vega | 1 de julio  | 18:00   | Liga 1 Max |
| Deportivo Municipal | 0 – 1     | Alianza Lima      | Nacional                  | 1 de julio  | 20:30   | Gol Perú   |
| Sporting Cristal    | 3 – 0     | Unión Comercio    | Alberto Gallardo          | 2 de julio  | 13:00   | Liga 1 Max |
| Atlético Grau       | 0 – 2     | Carlos A. Manucci | Municipal de Bernal       | 2 de julio  | 15:30   | Liga 1 Max |
| Univ. César Vallejo | 0 – 3     | Cienciano         | Mansiche                  | 3 de julio  | 18:00   | Liga 1 Max |
| Universitario       | 2 – 0     | Alianza Atlético  | Monumental                | 3 de julio  | 20:30   | Gol Perú   |
| Sport Boys          | 0 – 1     | Cantolao          | Alberto Gallardo          | 4 de julio  | 15:30   | Gol Perú   |
| Libre: Cusco FC     |           |                   |                           |             |         |            |

| Fecha 3            | Fecha 3   | Fecha 3             | Fecha 3                      | Fecha 3     | Fecha 3   | Fecha 3    |
| Local              | Resultado | Visitante           | Estadio                      | Fecha       | Hora      | TV         |
| ------------------ | --------- | ------------------- | ---------------------------- | ----------- | --------- | ---------- |
| FBC Melgar         | 3 – 0     | Atlético Grau       | Monumental de la UNSA        | 7 de julio  | 15:00     | Liga 1 Max |
| Cantolao           | 1 – 4     | Universitario       | Nacional                     | 7 de julio  | 20:00     | Liga 1 Max |
| Alianza Atlético   | 0 – 1     | Univ. César Vallejo | Campeones del 36             | 8 de julio  | 13:00     | Liga 1 Max |
| Cienciano          | 2 – 2     | UTC                 | Inca Garcilaso de la Vega    | 8 de julio  | 15:30     | Liga 1 Max |
| Alianza Lima       | 0 – 0     | Sporting Cristal    | Alejandro Villanueva         | 8 de julio  | 19:00     | Liga 1 Max |
| Unión Comercio     | 0 – 1     | Sport Boys          | Carlos Vidaurre García       | 9 de julio  | 13:00     | Liga 1 Max |
| Binacional         | 1 – 5     | Deportivo Garcilaso | Guillermo Briceño Rosamedina | 9 de julio  | 19:30     | Liga 1 Max |
| Sport Huancayo     | 3 – 1     | Cusco FC            | Huancayo                     | 10 de julio | 15:15     | Liga 1 Max |
| Carlos A. Mannucci | –         | Deportivo Municipal | Mansiche                     | Cancelado   | Cancelado | –          |
| Libre: ADT         |           |                     |                              |             |           |            |

| Fecha 4               | Fecha 4   | Fecha 4            | Fecha 4                   | Fecha 4     | Fecha 4 | Fecha 4    |
| Local                 | Resultado | Visitante          | Estadio                   | Fecha       | Hora    | TV         |
| --------------------- | --------- | ------------------ | ------------------------- | ----------- | ------- | ---------- |
| UTC                   | 1 – 1     | Alianza Atlético   | Héroes de San Ramón       | 14 de julio | 15:30   | Liga 1 Max |
| Universitario         | 2 – 0     | Unión Comercio     | Monumental                | 14 de julio | 21:00   | Gol Perú   |
| Deportivo Garcilaso   | 1 – 2     | ADT                | Inca Garcilaso de la Vega | 15 de julio | 13:00   | Liga 1 Max |
| Sporting Cristal      | 3 – 2     | Carlos A. Mannucci | Alberto Gallardo          | 15 de julio | 15:15   | Liga 1 Max |
| Univ. César Vallejo   | 2 – 1     | Cantolao           | Mansiche                  | 15 de julio | 19:00   | Liga 1 Max |
| Atlético Grau         | 2 – 1     | Binacional         | Municipal de Bernal       | 16 de julio | 13:00   | Liga 1 Max |
| Sport Boys            | 1 – 0     | Alianza Lima       | Nacional                  | 16 de julio | 15:00   | Gol Perú   |
| Cusco FC              | 0 – 0     | Cienciano          | Inca Garcilaso de la Vega | 16 de julio | 17:00   | Liga 1 Max |
| Deportivo Municipal   | 0 – 1     | FBC Melgar         | Iván Elías Moreno         | 17 de julio | 15:00   | Gol Perú   |
| Libre: Sport Huancayo |           |                    |                           |             |         |            |

| Fecha 5                    | Fecha 5   | Fecha 5             | Fecha 5                      | Fecha 5     | Fecha 5 | Fecha 5    |
| Local                      | Resultado | Visitante           | Estadio                      | Fecha       | Hora    | TV         |
| -------------------------- | --------- | ------------------- | ---------------------------- | ----------- | ------- | ---------- |
| Unión Comercio             | 1 – 4     | Univ. César Vallejo | Carlos Vidaurre García       | 21 de julio | 13:00   | Liga 1 Max |
| Cienciano                  | 1 – 0     | Sport Huancayo      | Inca Garcilaso de la Vega    | 21 de julio | 19:45   | Liga 1 Max |
| Alianza Atlético           | 2 – 0     | Cusco FC            | Campeones del 36             | 22 de julio | 13:00   | Liga 1 Max |
| Alianza Lima               | 0 – 0     | Universitario       | Alejandro Villanueva         | 22 de julio | 20:30   | Liga 1 Max |
| Cantolao                   | 2 – 0     | UTC                 | Segundo Aranda Torres        | 23 de julio | 13:00   | Liga 1 Max |
| Carlos A. Mannucci         | 0 – 0     | Sport Boys          | Mansiche                     | 23 de julio | 15:00   | Gol Perú   |
| ADT                        | 1 – 0     | Atlético Grau       | Unión Tarma                  | 23 de julio | 15:30   | Liga 1     |
| FBC Melgar                 | 1 – 1     | Sporting Cristal    | Monumental de la UNSA        | 23 de julio | 15:30   | Liga 1 Max |
| Binacional                 | 4 – 1     | Deportivo Municipal | Guillermo Briceño Rosamedina | 24 de julio | 13:00   | Liga 1 Max |
| Libre: Deportivo Garcilaso |           |                     |                              |             |         |            |

| Fecha 6             | Fecha 6   | Fecha 6             | Fecha 6                   | Fecha 6     | Fecha 6 | Fecha 6    |
| Local               | Resultado | Visitante           | Estadio                   | Fecha       | Hora    | TV         |
| ------------------- | --------- | ------------------- | ------------------------- | ----------- | ------- | ---------- |
| Sporting Cristal    | 5 – 0     | Binacional          | Alberto Gallardo          | 27 de julio | 15:00   | Liga 1 Max |
| Cusco FC            | 3 – 0     | Cantolao            | Inca Garcilaso de la Vega | 28 de julio | 15:00   | Liga 1 Max |
| UTC                 | 1 – 1     | Unión Comercio      | Héroes de San Ramón       | 29 de julio | 15:15   | Liga 1 Max |
| Univ. César Vallejo | 1 – 1     | Alianza Lima        | Mansiche                  | 29 de julio | 20:30   | Liga 1 Max |
| Atlético Grau       | 1 – 1     | Deportivo Garcilaso | Municipal de Bernal       | 30 de julio | 13:00   | Liga 1 Max |
| Sport Boys          | 0 – 2     | FBC Melgar          | Iván Elías Moreno         | 31 de julio | 13:00   | Gol Perú   |
| Sport Huancayo      | 2 – 0     | Alianza Atlético    | Huancayo                  | 31 de julio | 15:15   | Liga 1 Max |
| Universitario       | 3 – 0     | Carlos A. Mannucci  | Monumental                | 31 de julio | 20:30   | Gol Perú   |
| Deportivo Municipal | 1 – 2     | ADT                 | Iván Elías Moreno         | 1 de agosto | 15:00   | Gol Perú   |
| Libre: Cienciano    |           |                     |                           |             |         |            |

| Fecha 7              | Fecha 7   | Fecha 7             | Fecha 7                      | Fecha 7     | Fecha 7 | Fecha 7    |
| Local                | Resultado | Visitante           | Estadio                      | Fecha       | Hora    | TV         |
| -------------------- | --------- | ------------------- | ---------------------------- | ----------- | ------- | ---------- |
| Unión Comercio       | 2 – 1     | Cusco FC            | Carlos Vidaurre García       | 4 de agosto | 13:00   | Liga 1 Max |
| Binacional           | 4 – 0     | Sport Boys          | Guillermo Briceño Rosamedina | 5 de agosto | 15:15   | Liga 1 Max |
| Alianza Lima         | 1 – 0     | UTC                 | Alejandro Villanueva         | 5 de agosto | 20:00   | Liga 1 Max |
| Alianza Atlético     | 2 – 1     | Cienciano           | Campeones del 36             | 6 de agosto | 13:00   | Liga 1 Max |
| Carlos A. Mannucci   | 2 – 1     | Univ. César Vallejo | Mansiche                     | 6 de agosto | 15:00   | Gol Perú   |
| ADT                  | 1 – 1     | Sporting Cristal    | Unión Tarma                  | 6 de agosto | 15:15   | Liga 1 Max |
| FBC Melgar           | 0 – 1     | Universitario       | Monumental de la UNSA        | 6 de agosto | 18:00   | Liga 1 Max |
| Cantolao             | 1 – 1     | Sport Huancayo      | Segundo Aranda Torres        | 7 de agosto | 13:00   | Liga 1 Max |
| Deportivo Garcilaso  | 5 – 2     | Deportivo Municipal | Inca Garcilaso de la Vega    | 7 de agosto | 15:15   | Liga 1 Max |
| Libre: Atlético Grau |           |                     |                              |             |         |            |

| Fecha 8                 | Fecha 8   | Fecha 8             | Fecha 8                   | Fecha 8      | Fecha 8   | Fecha 8    |
| Local                   | Resultado | Visitante           | Estadio                   | Fecha        | Hora      | TV         |
| ----------------------- | --------- | ------------------- | ------------------------- | ------------ | --------- | ---------- |
| Sport Huancayo          | 1 – 1     | Unión Comercio      | Huancayo                  | 11 de agosto | 13:00     | Liga 1 Max |
| UTC                     | 2 – 0     | Carlos A. Mannucci  | Héroes de San Ramón       | 11 de agosto | 15:15     | Liga 1 Max |
| Univ. César Vallejo     | 1 – 2     | FBC Melgar          | Mansiche                  | 11 de agosto | 20:00     | Liga 1 Max |
| Sport Boys              | 1 – 1     | ADT                 | Iván Elías Moreno         | 12 de agosto | 13:00     | Gol Perú   |
| Cienciano               | 1 – 0     | Cantolao            | Inca Garcilaso de la Vega | 12 de agosto | 15:15     | Liga 1 Max |
| Universitario           | 1 – 0     | Binacional          | Monumental                | 12 de agosto | 19:00     | Gol Perú   |
| Sporting Cristal        | 3 – 0     | Deportivo Garcilaso | Alberto Gallardo          | 13 de agosto | 13:00     | Liga 1 Max |
| Cusco FC                | 1 – 1     | Alianza Lima        | Inca Garcilaso de la Vega | 13 de agosto | 15:15     | Liga 1 Max |
| Deportivo Municipal     | –         | Atlético Grau       | Iván Elías Moreno         | Cancelado    | Cancelado | –          |
| Libre: Alianza Atlético |           |                     |                           |              |           |            |

| Fecha 9                    | Fecha 9   | Fecha 9             | Fecha 9                      | Fecha 9      | Fecha 9 | Fecha 9    |
| Local                      | Resultado | Visitante           | Estadio                      | Fecha        | Hora    | TV         |
| -------------------------- | --------- | ------------------- | ---------------------------- | ------------ | ------- | ---------- |
| Unión Comercio             | 2 – 0     | Cienciano           | Carlos Vidaurre García       | 15 de agosto | 13:00   | Liga 1 Max |
| Cantolao                   | 1 – 0     | Alianza Atlético    | Segundo Aranda Torres        | 15 de agosto | 15:15   | Liga 1 Max |
| FBC Melgar                 | 1 – 1     | UTC                 | Monumental de la UNSA        | 15 de agosto | 18:00   | Liga 1 Max |
| ADT                        | 2 – 0     | Universitario       | Unión Tarma                  | 16 de agosto | 15:15   | Liga 1 Max |
| Carlos A. Mannucci         | 0 – 0     | Cusco FC            | Mansiche                     | 16 de agosto | 17:30   | Gol Perú   |
| Deportivo Garcilaso        | 3 – 0     | Sport Boys          | Inca Garcilaso de la Vega    | 16 de agosto | 18:00   | Liga 1 Max |
| Alianza Lima               | 1 – 0     | Sport Huancayo      | Alejandro Villanueva         | 16 de agosto | 20:30   | Liga 1 Max |
| Atlético Grau              | 2 – 3     | Sporting Cristal    | Municipal de Bernal          | 17 de agosto | 15:15   | Liga 1 Max |
| Binacional                 | 1 – 0     | Univ. César Vallejo | Guillermo Briceño Rosamedina | 17 de agosto | 15:15   | Liga 1     |
| Libre: Deportivo Municipal |           |                     |                              |              |         |            |

| Fecha 10            | Fecha 10  | Fecha 10            | Fecha 10                  | Fecha 10     | Fecha 10 | Fecha 10   |
| Local               | Resultado | Visitante           | Estadio                   | Fecha        | Hora     | TV         |
| ------------------- | --------- | ------------------- | ------------------------- | ------------ | -------- | ---------- |
| Alianza Atlético    | 2 – 2     | Unión Comercio      | Campeones del 36          | 19 de agosto | 13:00    | Liga 1 Max |
| Cusco FC            | 1 – 1     | FBC Melgar          | Inca Garcilaso de la Vega | 19 de agosto | 15:30    | Liga 1 Max |
| Sport Huancayo      | 3 – 1     | Carlos A. Mannucci  | Huancayo                  | 19 de agosto | 17:45    | Liga 1 Max |
| Universitario       | 1 – 1     | Deportivo Garcilaso | Monumental                | 19 de agosto | 19:30    | Gol Perú   |
| Sporting Cristal    | 1 – 0     | Deportivo Municipal | Alberto Gallardo          | 20 de agosto | 15:30    | Liga 1 Max |
| Cienciano           | 0 – 0     | Alianza Lima        | Inca Garcilaso de la Vega | 20 de agosto | 18:00    | Liga 1 Max |
| Sport Boys          | 1 – 1     | Atlético Grau       | Iván Elías Moreno         | 21 de agosto | 13:00    | Gol Perú   |
| UTC                 | 3 – 2     | Binacional          | Héroes de San Ramón       | 21 de agosto | 15:15    | Liga 1 Max |
| Univ. César Vallejo | 1 – 1     | ADT                 | Mansiche                  | 21 de agosto | 18:00    | Liga 1 Max |
| Libre: Cantolao     |           |                     |                           |              |          |            |

| Fecha 11                | Fecha 11  | Fecha 11            | Fecha 11                     | Fecha 11     | Fecha 11 | Fecha 11   |
| Local                   | Resultado | Visitante           | Estadio                      | Fecha        | Hora     | TV         |
| ----------------------- | --------- | ------------------- | ---------------------------- | ------------ | -------- | ---------- |
| Unión Comercio          | 2 – 1     | Cantolao            | Carlos Vidaurre García       | 26 de agosto | 13:00    | Liga 1 Max |
| Carlos A. Mannucci      | 2 – 0     | Cienciano           | Mansiche                     | 26 de agosto | 15:00    | Gol Perú   |
| Binacional              | 2 – 0     | Cusco FC            | Guillermo Briceño Rosamedina | 26 de agosto | 18:00    | Liga 1 Max |
| Alianza Lima            | 1 – 0     | Alianza Atlético    | Alejandro Villanueva         | 26 de agosto | 20:30    | Liga 1 Max |
| Atlético Grau           | 2 – 2     | Universitario       | Municipal de Bernal          | 27 de agosto | 13:00    | Liga 1 Max |
| Deportivo Municipal     | 0 – 3     | Sport Boys          | Iván Elías Moreno            | 27 de agosto | 15:00    | Gol Perú   |
| FBC Melgar              | 1 – 3     | Sport Huancayo      | Monumental de la UNSA        | 27 de agosto | 15:30    | Liga 1 Max |
| ADT                     | 0 – 0     | UTC                 | Unión Tarma                  | 28 de agosto | 13:00    | Liga 1 Max |
| Deportivo Garcilaso     | 1 – 0     | Univ. César Vallejo | Inca Garcilaso de la Vega    | 28 de agosto | 15:15    | Liga 1 Max |
| Libre: Sporting Cristal |           |                     |                              |              |          |            |

| Fecha 12              | Fecha 12  | Fecha 12            | Fecha 12                  | Fecha 12         | Fecha 12 | Fecha 12   |
| Local                 | Resultado | Visitante           | Estadio                   | Fecha            | Hora     | TV         |
| --------------------- | --------- | ------------------- | ------------------------- | ---------------- | -------- | ---------- |
| Alianza Atlético      | 1 – 1     | Carlos A. Mannucci  | Campeones del 36          | 2 de septiembre  | 13:00    | Liga 1 Max |
| Cusco FC              | 1 – 0     | ADT                 | Inca Garcilaso de la Vega | 2 de septiembre  | 15:15    | Liga 1 Max |
| Sport Huancayo        | 3 – 1     | Binacional          | Huancayo                  | 3 de septiembre  | 13:00    | Liga 1 Max |
| UTC                   | 0 – 0     | Deportivo Garcilaso | Héroes de San Ramón       | 3 de septiembre  | 15:15    | Liga 1 Max |
| Univ. César Vallejo   | 5 – 0     | Atlético Grau       | Mansiche                  | 4 de septiembre  | 15:15    | Liga 1 Max |
| Cantolao              | 0 – 2     | Alianza Lima        | Iván Elías Moreno         | 9 de septiembre  | 15:00    | Liga 1 Max |
| Cienciano             | 0 – 1     | FBC Melgar          | Inca Garcilaso de la Vega | 9 de septiembre  | 19:00    | Liga 1 Max |
| Sport Boys            | 1 – 1     | Sporting Cristal    | Miguel Grau               | 10 de septiembre | 15:00    | Gol Perú   |
| Universitario         | 1 – 0     | Deportivo Municipal | Monumental                | 10 de septiembre | 19:00    | Gol Perú   |
| Libre: Unión Comercio |           |                     |                           |                  |          |            |

| Fecha 13            | Fecha 13  | Fecha 13            | Fecha 13                     | Fecha 13         | Fecha 13 | Fecha 13   |
| Local               | Resultado | Visitante           | Estadio                      | Fecha            | Hora     | TV         |
| ------------------- | --------- | ------------------- | ---------------------------- | ---------------- | -------- | ---------- |
| Atlético Grau       | 4 – 2     | UTC                 | Municipal de Bernal          | 15 de septiembre | 13:00    | Liga 1 Max |
| Carlos A. Mannucci  | 1 – 2     | Cantolao            | Mansiche                     | 15 de septiembre | 15:00    | Gol Perú   |
| FBC Melgar          | 4 – 0     | Alianza Atlético    | Monumental de la UNSA        | 15 de septiembre | 15:20    | Liga 1 Max |
| Binacional          | 2 – 2     | Cienciano           | Guillermo Briceño Rosamedina | 15 de septiembre | 19:00    | Liga 1 Max |
| Deportivo Municipal | 0 – 3     | Univ. César Vallejo | Iván Elías Moreno            | 16 de septiembre | 13:00    | Gol Perú   |
| Deportivo Garcilaso | 2 – 1     | Cusco FC            | Inca Garcilaso de la Vega    | 16 de septiembre | 16:00    | Liga 1 Max |
| Sporting Cristal    | 0 – 0     | Universitario       | Nacional                     | 16 de septiembre | 20:30    | Liga 1 Max |
| ADT                 | 2 – 1     | Sport Huancayo      | Unión Tarma                  | 17 de septiembre | 15:00    | Liga 1 Max |
| Alianza Lima        | 3 – 1     | Unión Comercio      | Alejandro Villanueva         | 17 de septiembre | 18:30    | Liga 1 Max |
| Libre: Sport Boys   |           |                     |                              |                  |          |            |

| Fecha 14            | Fecha 14  | Fecha 14            | Fecha 14                  | Fecha 14         | Fecha 14 | Fecha 14   |
| Local               | Resultado | Visitante           | Estadio                   | Fecha            | Hora     | TV         |
| ------------------- | --------- | ------------------- | ------------------------- | ---------------- | -------- | ---------- |
| Alianza Atlético    | 1 – 0     | Binacional          | Campeones del 36          | 19 de septiembre | 13:00    | Liga 1 Max |
| Cantolao            | 0 – 1     | FBC Melgar          | Iván Elías Moreno         | 19 de septiembre | 15:20    | Liga 1 Max |
| Unión Comercio      | 0 – 0     | Carlos A. Mannucci  | Carlos Vidaurre García    | 20 de septiembre | 13:00    | Liga 1 Max |
| UTC                 | 5 – 1     | Deportivo Municipal | Héroes de San Ramón       | 20 de septiembre | 15:30    | Liga 1 Max |
| Cienciano           | 2 – 2     | ADT                 | Inca Garcilaso de la Vega | 20 de septiembre | 18:30    | Liga 1 Max |
| Universitario       | 3 – 0     | Sport Boys          | Monumental                | 20 de septiembre | 20:30    | Gol Perú   |
| Sport Huancayo      | 0 – 0     | Deportivo Garcilaso | Huancayo                  | 21 de septiembre | 13:00    | Liga 1 Max |
| Cusco FC            | 0 – 0     | Atlético Grau       | Inca Garcilaso de la Vega | 21 de septiembre | 15:20    | Liga 1 Max |
| Univ. César Vallejo | 0 – 1     | Sporting Cristal    | Mansiche                  | 21 de septiembre | 20:00    | Liga 1 Max |
| Libre: Alianza Lima |           |                     |                           |                  |          |            |

| Fecha 15             | Fecha 15  | Fecha 15            | Fecha 15                     | Fecha 15         | Fecha 15 | Fecha 15   |
| Local                | Resultado | Visitante           | Estadio                      | Fecha            | Hora     | TV         |
| -------------------- | --------- | ------------------- | ---------------------------- | ---------------- | -------- | ---------- |
| Binacional           | 1 – 0     | Cantolao            | Guillermo Briceño Rosamedina | 23 de septiembre | 15:00    | Liga 1 Max |
| ADT                  | 1 – 0     | Alianza Atlético    | Unión Tarma                  | 24 de septiembre | 13:00    | Liga 1 Max |
| Sport Boys           | 0 – 2     | Univ. César Vallejo | Miguel Grau                  | 24 de septiembre | 15:00    | Gol Perú   |
| FBC Melgar           | 3 – 1     | Unión Comercio      | Monumental de la UNSA        | 24 de septiembre | 15:15    | Liga 1 Max |
| Carlos A. Mannucci   | 1 – 2     | Alianza Lima        | Mansiche                     | 24 de septiembre | 17:15    | Gol Perú   |
| Deportivo Garcilaso  | 0 – 3     | Cienciano           | Inca Garcilaso de la Vega    | 24 de septiembre | 19:30    | Liga 1 Max |
| Deportivo Municipal  | 2 – 0     | Cusco FC            | Iván Elías Moreno            | 25 de septiembre | 13:00    | Gol Perú   |
| Atlético Grau        | 0 – 0     | Sport Huancayo      | Municipal de Bernal          | 25 de septiembre | 15:00    | Liga 1 Max |
| Sporting Cristal     | 1 – 1     | UTC                 | Nacional                     | 25 de septiembre | 20:00    | Liga 1 Max |
| Libre: Universitario |           |                     |                              |                  |          |            |

| Fecha 16                  | Fecha 16  | Fecha 16            | Fecha 16                  | Fecha 16         | Fecha 16 | Fecha 16   |
| Local                     | Resultado | Visitante           | Estadio                   | Fecha            | Hora     | TV         |
| ------------------------- | --------- | ------------------- | ------------------------- | ---------------- | -------- | ---------- |
| Unión Comercio            | 2 – 2     | Binacional          | Carlos Vidaurre García    | 28 de septiembre | 13:00    | Liga 1 Max |
| Univ. César Vallejo       | 0 – 1     | Universitario       | Mansiche                  | 28 de septiembre | 18:00    | Liga 1 Max |
| Alianza Lima              | 0 – 0     | FBC Melgar          | Alejandro Villanueva      | 28 de septiembre | 20:30    | Liga 1 Max |
| Sport Huancayo            | 2 – 0     | Deportivo Municipal | Huancayo                  | 29 de septiembre | 15:00    | Liga 1 Max |
| UTC                       | 1 – 1     | Sport Boys          | Héroes de San Ramón       | 29 de septiembre | 15:00    | Liga 1     |
| Cusco FC                  | 4 – 1     | Sporting Cristal    | Inca Garcilaso de la Vega | 29 de septiembre | 18:00    | Liga 1 Max |
| Cienciano                 | 2 – 0     | Atlético Grau       | Inca Garcilaso de la Vega | 30 de septiembre | 15:00    | Liga 1 Max |
| Alianza Atlético          | 2 – 0     | Deportivo Garcilaso | Campeones del 36          | 1 de octubre     | 13:00    | Liga 1 Max |
| Cantolao                  | 0 – 1     | ADT                 | Iván Elías Moreno         | 1 de octubre     | 15:20    | Liga 1 Max |
| Libre: Carlos A. Mannucci |           |                     |                           |                  |          |            |

| Fecha 17                   | Fecha 17  | Fecha 17           | Fecha 17                     | Fecha 17     | Fecha 17 | Fecha 17   |
| Local                      | Resultado | Visitante          | Estadio                      | Fecha        | Hora     | TV         |
| -------------------------- | --------- | ------------------ | ---------------------------- | ------------ | -------- | ---------- |
| Universitario              | 3 – 0     | UTC                | Monumental                   | 2 de octubre | 20:30    | Gol Perú   |
| Sporting Cristal           | 2 – 0     | Sport Huancayo     | Alberto Gallardo             | 3 de octubre | 15:00    | Liga 1 Max |
| Sport Boys                 | 2 – 1     | Cusco FC           | Miguel Grau                  | 3 de octubre | 15:15    | Gol Perú   |
| FBC Melgar                 | 2 – 1     | Carlos A. Mannucci | Monumental de la UNSA        | 3 de octubre | 18:00    | Liga 1 Max |
| Binacional                 | 1 – 2     | Alianza Lima       | Guillermo Briceño Rosamedina | 3 de octubre | 20:30    | Liga 1 Max |
| Deportivo Municipal        | 4 – 1     | Cienciano          | Iván Elías Moreno            | 7 de octubre | 13:00    | Gol Perú   |
| Deportivo Garcilaso        | 0 – 0     | Cantolao           | Inca Garcilaso de la Vega    | 7 de octubre | 15:00    | Liga 1 Max |
| Atlético Grau              | 1 – 1     | Alianza Atlético   | Municipal de Bernal          | 8 de octubre | 13:00    | Liga 1 Max |
| ADT                        | 3 – 0     | Unión Comercio     | Unión Tarma                  | 8 de octubre | 15:20    | Liga 1 Max |
| Libre: Univ. César Vallejo |           |                    |                              |              |          |            |

| Fecha 18           | Fecha 18  | Fecha 18            | Fecha 18                  | Fecha 18      | Fecha 18 | Fecha 18   |
| Local              | Resultado | Visitante           | Estadio                   | Fecha         | Hora     | TV         |
| ------------------ | --------- | ------------------- | ------------------------- | ------------- | -------- | ---------- |
| UTC                | 1 – 1     | Univ. César Vallejo | Héroes de San Ramón       | 20 de octubre | 15:00    | Liga 1 Max |
| Alianza Atlético   | 1 – 2     | Deportivo Municipal | Campeones del 36          | 21 de octubre | 13:00    | Liga 1 Max |
| Alianza Lima       | 0 – 0     | ADT                 | Alejandro Villanueva      | 21 de octubre | 16:00    | Liga 1 Max |
| Cusco FC           | 1 – 1     | Universitario       | Inca Garcilaso de la Vega | 21 de octubre | 20:00    | Liga 1 Max |
| Sport Huancayo     | 1 – 0     | Sport Boys          | Huancayo                  | 22 de octubre | 15:00    | Liga 1 Max |
| Carlos A. Mannucci | 3 – 2     | Binacional          | Mansiche                  | 22 de octubre | 15:00    | Gol Perú   |
| Unión Comercio     | 1 – 2     | Deportivo Garcilaso | Carlos Vidaurre García    | 22 de octubre | 15:00    | Liga 1     |
| Cienciano          | 1 – 0     | Sporting Cristal    | Inca Garcilaso de la Vega | 22 de octubre | 20:00    | Liga 1 Max |
| Cantolao           | 0 – 4     | Atlético Grau       | Iván Elías Moreno         | 23 de octubre | 15:00    | Liga 1 Max |
| Libre: FBC Melgar  |           |                     |                           |               |          |            |

| Fecha 19            | Fecha 19  | Fecha 19           | Fecha 19                     | Fecha 19      | Fecha 19 | Fecha 19                   |
| Local               | Resultado | Visitante          | Estadio                      | Fecha         | Hora     | TV                         |
| ------------------- | --------- | ------------------ | ---------------------------- | ------------- | -------- | -------------------------- |
| Deportivo Municipal | 1 – 2     | Cantolao           | Iván Elías Moreno            | 28 de octubre | 15:15    | Movistar Deportes          |
| Sport Boys          | 2 – 1     | Cienciano          | Miguel Grau                  | 28 de octubre | 15:15    | Gol Perú                   |
| Univ. César Vallejo | 3 – 1     | Cusco FC           | Mansiche                     | 28 de octubre | 15:15    | Liga 1 Max                 |
| Deportivo Garcilaso | 0 – 1     | Alianza Lima       | Inca Garcilaso de la Vega    | 29 de octubre | 15:00    | Liga 1 Max                 |
| Universitario (G)   | 2 – 0     | Sport Huancayo     | Monumental                   | 29 de octubre | 15:00    | Gol Perú                   |
| Sporting Cristal    | 3 – 0     | Alianza Atlético   | Alberto Gallardo             | 29 de octubre | 15:00    | Liga 1                     |
| Binacional          | 1 – 2     | FBC Melgar         | Guillermo Briceño Rosamedina | 29 de octubre | 15:00    | DirecTV 602/1602 Nativa TV |
| Atlético Grau       | 0 – 1     | Unión Comercio     | Municipal de Bernal          | 29 de octubre | 15:00    | Liga1 Play                 |
| ADT                 | 0 – 0     | Carlos A. Mannucci | Unión Tarma                  | 29 de octubre | 15:00    | Liga1 Play                 |
| Libre: UTC          |           |                    |                              |               |          |                            |